# باري أتسما
باري أتسما (بالهولندية: Barry Atsma)‏ هو مؤدي وممثل هولندي، ولد في 29 ديسمبر 1972 في المملكة المتحدة. من الجوائز التي نالها جائزة العجل الذهبي عن فئة أفضل ممثل ‏ سنة 2010.

## أعمال

### أفلام
- (2017) الحارس الشخصي لقاتل محترف[4]

## جوائز
- جائزة العجل الذهبي عن فئة أفضل ممثل [الإنجليزية]‏ (2010)

## وصلات خارجية
- باري أتسما على موقع IMDb (الإنجليزية)
- باري أتسما على موقع قاعدة بيانات الأفلام العربية
- باري أتسما على موقع ألو سيني (الفرنسية)
- باري أتسما على موقع أول موفي (الإنجليزية)
- باري أتسما على موقع قاعدة بيانات الأفلام السويدية (السويدية)
- باري أتسما على موقع قاعدة بيانات الفيلم (الإنجليزية)
- باري أتسما على موقع كينوبويسك (الروسية)